# Гетьман, Михаил Романович
Михаил Романович Гетьман (21 октября 1912, Память Свободы, Исилькульский район — 12 мая 1960, Лесной, Омская область) — разведчик 229-го гвардейского стрелкового полка, гвардии красноармеец.

## Биография
Родился 21 октября 1912 года в деревне Память Свободы Исилькульского района Омской области в крестьянской семье. Украинец. Окончил курсы трактористов. Работал трактористом в совхозе в села Лесное того же района.
В 1938—1940 годах проходил службу в Красной Армии, участвовал в боях у озера Хасан летом 1938 года и в советско-финской войне.
В июне 1941 года был вновь призван в армию Исиль-Кульским райвоенкоматом Омской области. В действующей армии с января 1944 года. Весь боевой путь прошел в составе 229-го гвардейского стрелкового полка 72-й гвардейской стрелковой дивизии, был разведчиком.
В ночь на 12 марта 1944 года принимал участие в разведке обороны противника, захвате дух контрольных пленных. Получил первую боевую награду — медаль «За отвагу».
С января по июль 1944 года участвовал в групповых операциях по захвату 12 контрольных пленных, солдат и офицеров противника, лично взял 2 «языка».
В ночь на 29 июля 1944 в ночном поиске в районе населенного пункта Редута был ранен в обе руки, но продолжал выполнять боевую задачу. Превозмогая боль, броском гранаты уничтожил пулемет противника. Приказом по 72-й гвардейской стрелковой дивизии от 18 августа 1944 года гвардии красноармеец Гетман Михаил Романович награждён орденом Славы 3-й степени.
19 — 23 сентября 1944 года, действуя в разведке около населенного пункта Телек, гвардии красноармеец Гетман подорвал гранатой крупнокалиберный пулемёт с расчетом, чем обеспечил продвижение пехоты. 29 сентября в составе группы разведчиков обнаружил до роты пехоты противника с двумя штурмовыми орудиями. Вступив в неравную схватку, разведчики уничтожили значительную часть противников.
Приказом по войскам 7-й гвардейской армии от 22 ноября 1944 года гвардии красноармеец Гетман Михаил Романович награждён орденом Славы 2-й степени.
29 марта 1945 года гвардии красноармеец Гетман в составе разведгруппы первым переправился через реку Нитра у населенного пункта Нове-Замки, обеспечил высадку всей группы. Разведчики проникли в тыл противника и собрали ценные сведения о его обороне, но на обратном пути на берегу реки были обнаружены врагом. В коротком бою гвардейцы захватили плацдарм и удерживали его до подхода основных сил. Огнём из автомата и гранатами Гетман лично истребил около 10 вражеских солдат и расчет пулемета.
В одном из следующих боев был тяжело ранен, пятый раз за войну. День победы встретил в госпитале. В октябре 1945 года был демобилизован.
Указом Президиума Верховного Совета СССР от 15 мая 1946 года за мужество, отвагу и бесстрашие, проявленные в боях с немецкими захватчиками, гвардии красноармеец Гетьман Михаил Романович награждён орденом Славы 1-й степени. Стал полным кавалером ордена Славы.
Вернулся на родину, в село Лесное. Полученные ранения не позволили вернуться к труду тракториста. Работал сапожником, конюхом, строителем в совхозе «Лесной».
Скончался 12 мая 1960 года.

## Награды
Награждён орденами Славы 1-й, 2-й и 3-й степеней, медалями, в том числе «За отвагу».